# Natália Correia
Natália de Oliveira Correia GOSE • GOL (Fajã de Baixo, Ponta Delgada, 13 de Setembro de 1923 — Lisboa, 16 de Março de 1993) foi uma escritora e poeta portuguesa, nascida nos Açores.
Deputada à Assembleia da República (1980-1991), interveio politicamente ao nível da cultura e do património, na defesa dos direitos humanos e dos direitos das mulheres. Autora da letra do Hino dos Açores. Juntamente com José Saramago (Prémio Nobel de Literatura, 1998), Armindo Magalhães, Manuel da Fonseca e Urbano Tavares Rodrigues foi, em 1992, um dos fundadores da Frente Nacional para a Defesa da Cultura (FNDC). Tem uma biblioteca com o seu nome em Lisboa em Carnide.
A obra de Natália Correia estende-se por géneros variados, desde a poesia ao romance, teatro e ensaio. Colaborou com frequência em diversas publicações portuguesas e estrangeiras. Durante as décadas de 1950 e 1960, na sua casa reunia-se uma das mais vibrantes tertúlias de Lisboa, onde compareciam as mais destacadas figuras das artes, das letras e da política (oposicionista) portuguesas e também internacionais. A partir de 1971, essas reuniões passaram a ter lugar no bar Botequim. Ficou conhecida pela sua personalidade livre de convenções sociais, vigorosa e polémica, que se reflecte na sua escrita. A sua obra está traduzida em várias línguas.

## Biografia
Nasceu na freguesia de Fajã de Baixo, Ponta Delgada, na ilha de São Miguel, nos Açores, sendo filha de Manuel de Medeiros Correia, de 32 anos, proprietário e comerciante, natural de Ribeira Grande (freguesia de Fenais da Ajuda), e de Maria José de Oliveira Correia, de 31 anos, professora primária, muito culta, natural de Ponta Delgada (freguesia de Capelas). Quando Natália nasceu, já tinha uma irmã, Carmen.
O pai era, segundo a própria Natália, um "playboy" que desbaratou os seus bens, endividando-se, e quando Natália tinha apenas 11 anos, emigrou para o Brasil, abandonando a família. A mãe e as duas filhas foram então viver para Lisboa, em 1934, cidade onde fez estudos liceais no Liceu D. Filipa de Lencastre. Iniciou-se na literatura com a publicação de uma obra destinada ao público infanto-juvenil, mas rapidamente se afirmou como poeta (como ela gostava de ser chamada, e não poetisa).
Em meados dos anos 1940s, dona de uma bela voz, cantou na Emissora Nacional e foi locutora no Rádio Clube Português. Aí contactou brevemente com o poeta António Botto.

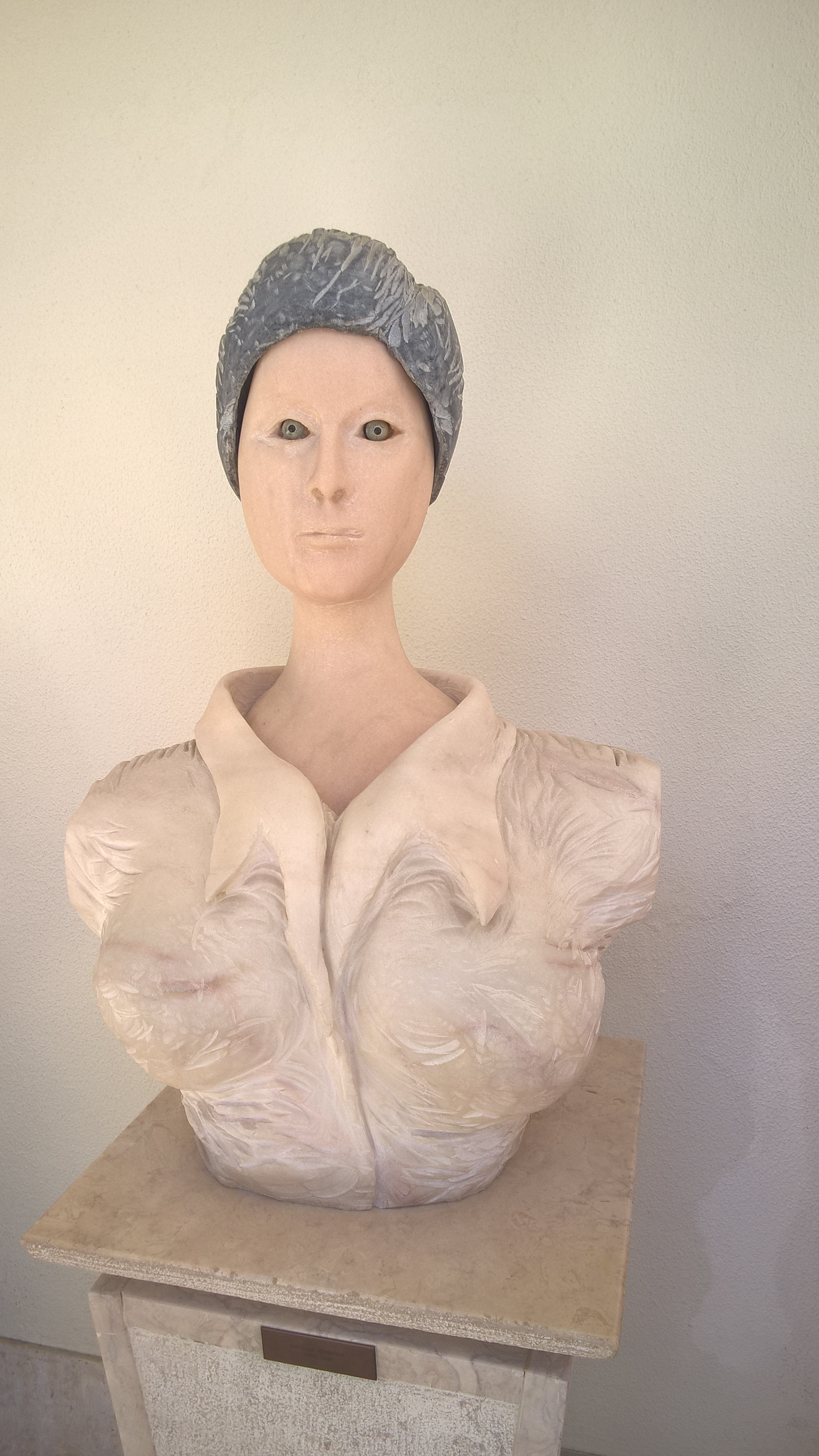
Busto de Natália Correia, pelo escultor João Cutileiro (2000)

Notabilizada através de diversas vertentes da escrita, já que foi poeta, dramaturga, romancista, ensaísta, tradutora, jornalista, guionista e editora, tornou-se conhecida na imprensa escrita e, mais tarde, nos anos 80, na televisão, com o programa Mátria, onde advogou uma forma especial de feminismo (afastado do conceito politicamente correcto do movimento), o matricismo, identificador da mulher como arquétipo da liberdade erótica e passional e fonte matricial da humanidade; mais tarde, à noção de Pátria e de Mátria acrescenta a de Frátria.
Foi igualmente coordenadora da Editora Arcádia, uma das principais editoras livreiras portuguesas do seu tempo.
Dotada de invulgar talento oratório e grande coragem combativa, tomou parte activa nos movimentos de oposição ao Estado Novo, tendo participado no MUD (Movimento de Unidade Democrática, 1945), no apoio às candidaturas para a Presidência da República do general Norton de Matos (1949) e de Humberto Delgado (1958) e na CEUD (Comissão Eleitoral de Unidade Democrática, 1969), liderada por Mário Soares.
Em 1966 foi presa e em 1969 foi condenada a 90 dias de prisão, com pena suspensa, por integrar o grupo de "presumíveis delinquentes" levados a julgamento por envolvimento na publicação da Antologia da Poesia Portuguesa Erótica e Satírica, considerada ofensiva dos costumes (1966) e processada por ter tido a responsabilidade editorial das Novas Cartas Portuguesas de Maria Isabel Barreno, Maria Velho da Costa e Maria Teresa Horta; processo que ficaria conhecido como Três Marias. Viu ainda várias obras censuradas pelo regime: Comunicação (1959), O Vinho e a Lira (1966), O Homúnculo (1965), A Pécora (1967) e O Encoberto (1969).
Fundou em 1971, com Isabel Meyrelles, o bar Botequim, onde durante as décadas de 1970 e 1980 se reuniu grande parte da intelectualidade portuguesa. Foi amiga de António Sérgio (esteve associada ao Movimento da Filosofia Portuguesa), David Mourão-Ferreira ("a irmã que nunca tive"), José-Augusto França ("a mais linda mulher de Lisboa"), Luiz Pacheco ("esta hierofântide do século XX"), Almada Negreiros, D. Maria Pia de Saxe-Coburgo e Bragança ("confidente íntima"), Mário Cesariny ("era muito mais linda que a mais bela estátua feminina do Miguel Ângelo"), Ary dos Santos ("beleza sem costura"), Amália Rodrigues, Fernando Dacosta, Onésimo Teotónio Almeida, entre muitos outros. Foi uma entusiasmada e grande impulsionadora pelo aparecimento do espectáculo de café-concerto em Portugal. Na sua casa, foi anfitriã de escritores famosos como Henry Miller, Graham Greene ou Ionesco.
A sua intervenção política pública levou-a ao Parlamento, no período subsequente ao 25 de abril de 1974, eleita em 1980 nas listas do PSD, motivada pela pessoa de Francisco Sá Carneiro, de quem era amiga, tal como de Snu Abecassis. Passaria, no entanto, a deputada independente durante a legislatura quando se chocou com as posições conservadoras em matérias de costumes do PSD, saindo do partido, afirmando ter acreditado num projeto reformista mas tendo-se deparado com conservadorismo. Foi autora de polémicas intervenções parlamentares e ficou célebre, durante um debate sobre o aborto, em 11 de novembro de 1982, pelo poema satírico que fez contra João Morgado, deputado do CDS, que afirmara que «o acto sexual é para ter filhos». O poema foi publicado dias depois pelo Diário de Lisboa.
A 13 de Julho de 1981 foi feita Grande-Oficial da Ordem Militar de Sant'Iago da Espada. Natália Correia recebeu, em 1991, o Grande Prémio de Poesia da Associação Portuguesa de Escritores pelo livro Sonetos Românticos.
No mesmo ano a 26 de Novembro foi feita Grande-Oficial da Ordem da Liberdade.
Em 1985, deu apoio ao Partido Renovador Democrático de Ramalho Eanes, onde acreditou ver uma alternativa de reformismo progressista para o país. Voltou então a ser deputada, por este partido, em 1987-1991.

### Vida pessoal
Natália Correia casou-se quatro vezes. 
A 2 de Setembro de 1942, casou primeira vez civilmente, em Lisboa, com Álvaro dos Santos Dias Ferreira, funcionário público, então de 30 anos, natural de Torres Vedras (freguesia de São Pedro), filho de Hermano Dias Ferreira, solicitador, natural do Fundão (freguesia de Silvares), e de Joaquina dos Santos, doméstica, natural de Torres Vedras (freguesia de São Pedro). Por sentença de 12 de abril de 1946, transitada em julgado a 2 de maio de 1946, os dois divorciaram-se litigiosamente.
A 29 de Junho de 1949, casou-se em Tânger com o norte-americano William Creighton Hyller, meteorologista em Lisboa. Natália Correia casou-se em Lisboa, a 31 de Julho de 1953, com Alfredo Luís de Lage Machado (n. 8-10-1904), gerente e dono do Hotel do Império, a sua grande paixão, bem mais idoso do que ela e já viúvo, casamento este que durou até à morte deste, a 22 de Janeiro de 1989. São notáveis as cartas de amor da ainda jovem Natália para Alfredo Machado.
A 17 de Março de 1990, tinha Natália 67 anos de idade, casou-se com Dórdio Guimarães, seu admirador de sempre, fiel colaborador e cineasta, filho de Manuel Guimarães. Tudo indica que foi um casamento de conveniência, de sua iniciativa, para assegurar o futuro de Guimarães, e nunca terá sido consumado, já que Natália dizia tratar-se de um "casamento entre irmãos", não de paixão, e tendo sempre mostrado aversão a qualquer ideia de intimidade com o novo marido.

### Morte
Desde jovem que Natália Correia era fumadora. Nos últimos anos sofria de insuficiência respiratória, devido a enfisema. Por recomendação médica deixou de fumar, o que, segundo Natália, agravou o seu estado de saúde. O problema respiratório foi piorando e na madrugada de 16 de Março de 1993, morreu, subitamente, com um ataque cardíaco, em sua casa, depois de regressada do Botequim.
A sua morte precoce deixou um vazio na cultura portuguesa muito difícil de preencher. Legou a maioria dos seus bens à Região Autónoma dos Açores, que lhe dedicou uma exposição permanente na nova Biblioteca Pública de Ponta Delgada, instituição que tem à sua guarda parte do seu espólio literário (que partilha com a Biblioteca Nacional de Lisboa) constante de muitos volumes éditos, inéditos, documentos biográficos, iconografia e correspondência, incluindo múltiplas obras de arte e a biblioteca privada.
Foi sepultada originalmente no Cemitério dos Prazeres, em Lisboa, e posteriormente as suas cinzas foram trasladadas para a ilha de São Miguel, nos Açores, em outubro de 2015, onde ficaram depositadas no jardim interior da Biblioteca Pública e Arquivo Regional de Ponta Delgada. 

## Obras

### Poesia
- Rio de Nuvens (poesia), 1947
- Poemas (poesia), 1955
- Dimensão Encontrada (poesia), 1957
- Passaporte (poesia), 1958
- Comunicação (poema dramático), 1959
- Cântico do País Emerso (poesia), 1961
- O Vinho e a Lira (Poesia), 1969
- Mátria (Poesia), 1967
- As Maçãs de Orestes (Poesia), 1970
- Trovas de D. Dinis, [Trobas d'el Rey D. Denis] (Poesia), 1970
- A Mosca Iluminada (Poesia), 1972
- O Anjo do Ocidente à Entrada do Ferro (Poesia), 1973
- Poemas a Rebate, (poemas censurados de livros anteriores) (poesia), 1975
- Epístola aos Iamitas (poesia), 1976
- O Dilúvio e a Pomba (poesia), 1979
- O Armistício (poesia), 1985
- Sonetos Românticos (poesia), 1990; 1991
- O Sol nas Noites e o Luar nos Dias (poesia completa), 1993; 2000
- Memória da Sombra, versos para esculturas de António Matos (poesia), 1993

### Ficção
- Grandes Aventuras de um Pequeno Herói (romance infantil), 1945
- Anoiteceu no Bairro (romance), 1946; 2004
- A Madona (Romance), 1968; 2000. Editorial Presença-1968.
- A Ilha de Circe (romance), 1983; 2001
- Onde está o Menino Jesus? (contos), 1987
- As Núpcias (romance), 1992

### Literatura de viagens
- Descobri Que Era Europeia: impressões duma viagem à América (viagens), 1951 ; 2002

### Diário
- Não Percas a Rosa. Diário e algo mais (25 de Abril de 1974 - 20 de Dezembro de 1975) (Diário), 1978 ; 2003

### Teatro
- Sucubina ou a Teoria do Chapéu (teatro), em colab. com Manuel de Lima, 1952
- O Progresso de Édipo (poema dramático), 1957
- D. João e Julieta, peça escrita em 1959 (teatro), 1999
- O Homúnculo, tragédia jocosa (teatro), 1965
- O Encoberto (Teatro), 1969 ; 1977
- Erros Meus, Má Fortuna, Amor Ardente (teatro), 1981 ; 1991. Edições Afrodite.
- A Pécora, peça escrita em 1967 (teatro), 1983 ; 1990. Publicações Dom Quixote,Lisboa.

### Ensaio
- Poesia de Arte e Realismo Poético (ensaio), 1959. Edição do autor, composta e impressa na Editora Gráfica Portuguesa Lda.
- A Questão Académica de 1907 (ensaio), 1962
- Uma Estátua para Herodes (Ensaio), 1974
- Notas para uma Introdução às Cantigas de Escárnio e de Mal-Dizer Galego-Portuguesas (ensaio), 1982
- Somos Todos Hispanos (ensaio), 1988 ; 2003

### Antologias
- Antologia de Poesia Portuguesa Erótica e Satírica: dos cancioneiros medievais à actualidade (Antologia), 1965 ; 2000
- Cantares dos Trovadores Galego-Portugueses (Antologia), 1970 ; 1998
- O Surrealismo na Poesia Portuguesa (Antologia), 1973 ; 2002. Publicações Europa-América.
- A Mulher, antologia poética (Antologia), 1973
- Antologia de Poesia do Período Barroco (antologia), 1982, Círculo de Poesia,Moraes Editores
- A Ilha de Sam Nunca: atlantismo e insularidade na poesia de António de Sousa (antologia), 1982
- A Ibericidade na Dramaturgia Portuguesa (ensaio), 2000
- Breve História da Mulher e outros escritos (antologia de textos de imprensa), 2003
- A Estrela de Cada Um (antologia de textos de imprensa), 2004

## Prémios
- 1976 - Prémio literário La Fleur de Laure do Centre International de Poésie Néo-Latine e do Comité des Prix Petrarque de Poésie Néo-Latine. [18]
- 1991 - Grande Prémio de Poesia da Associação Portuguesa de Escritores pelo livro Sonetos Românticos

## Condecorações
- Grande-Oficial da Antiga, Nobilíssima e Esclarecida Ordem Militar de Sant'Iago da Espada, do Mérito Científico, Literário e Artístico de Portugal (13 de julho de 1981)
- Grande-Oficial da Ordem da Liberdade de Portugal (26 de novembro de 1991)

## Homenagens
- 2021 - A Câmara Municipal de Ponta Delgada cria o concurso literário designado de Prémio Literário Natália Correia. [19]